# ليو فورد
ليو فورد (بالإنجليزية: Lew Ford)‏ هو لاعب كرة قاعدة أمريكي، ولد في 12 أغسطس 1976 في بومونت في الولايات المتحدة.

## وصلات خارجية
- ليو فورد على موقع دوري كرة القاعدة الرئيسي (الإنجليزية)
- ليو فورد على موقع الدوري الياباني لكرة القاعدة (الإنجليزية)
- ليو فورد على موقعبيزبول رفرنس.كوم (الدوري الرئيسي) (الإنجليزية)
- ليو فورد على موقعبيزبول رفرنس.كوم (الدوري الثانوي) (الإنجليزية)
- ليو فورد على موقع إي إس بي إن.كوم (أم.أل.بي) (الإنجليزية)
- ليو فورد على موقع مشجعي الرسوم البيانية (الإنجليزية)